# José Ramos Bandeira
José Ramos Bandeira OMRI (Faro, Algarve, 18 de Agosto de 1906 - Coimbra, 28 de Outubro de 1991) foi um médico e professor português.

## Biografia

### Nascimento e educação
José Ramos Bandeira nasceu na cidade de Faro, em 18 de Agosto de 1906, filho de José Gonçalves Bandeira e Ana de Jesus Ramos Bandeira. Fez os seus primeiros estudos ainda em Faro, e depois frequentou a Universidade de Coimbra, onde se matriculou na Faculdade de Farmácia em 25 de Outubro de 1923 e em Ciências em 10 de Outubro de 1924. Licenciou-se em Farmácia em 19 de Novembro de 1927, e em Ciências em Outubro de 1933. Esteve depois na Faculdade de Farmácia da Universidade do Porto, onde se doutorou em 20 de Fevereiro de 1945.

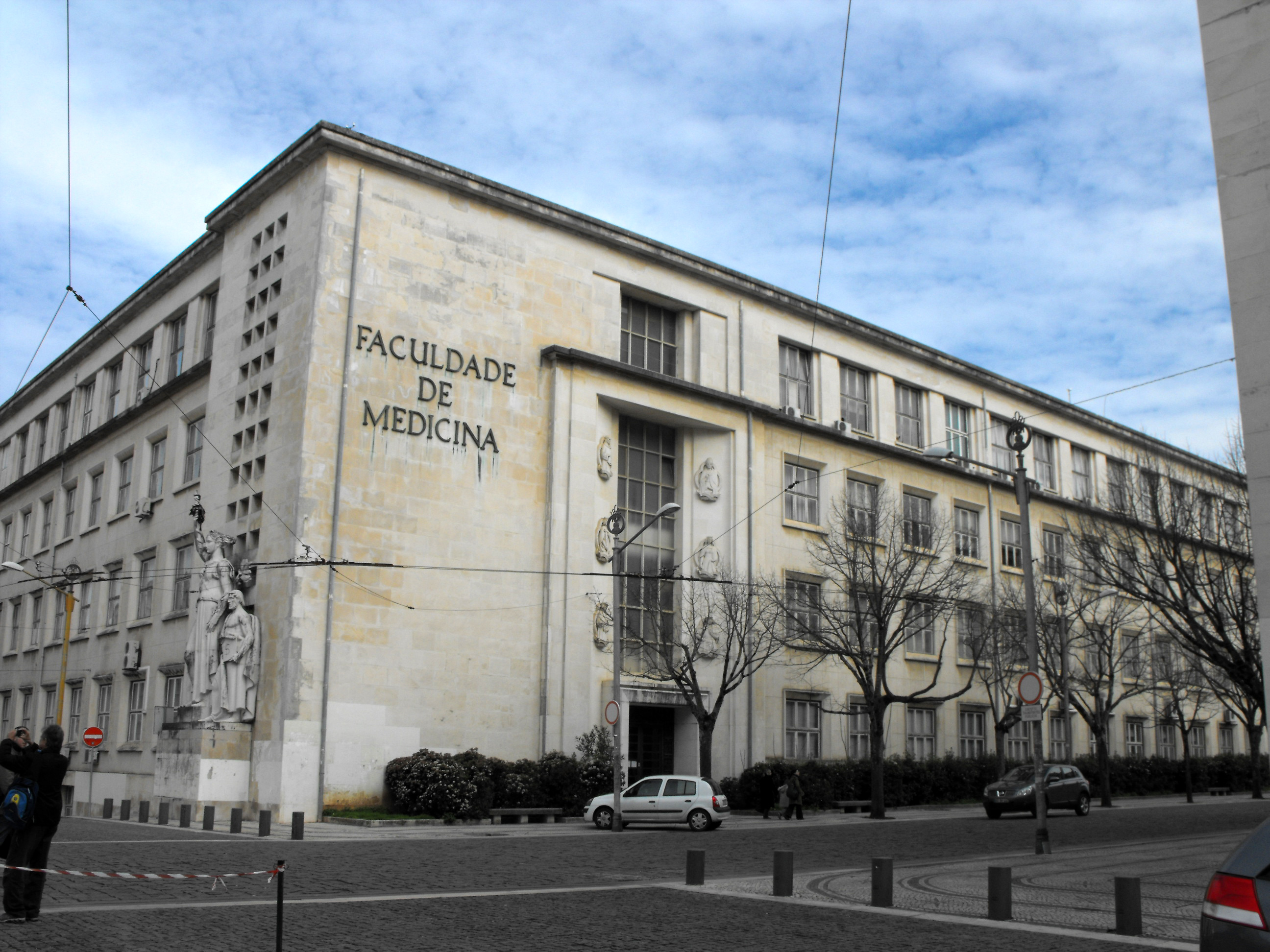
Faculdade de Medicina da Universidade de Coimbra.

### Carreira profissional
José Ramos Bandeira começou a trabalhar ainda quando estudava em Coimbra, tendo sido assistente provisório na cadeira de Bacteriologia em 1928, e nas de Biologia e Bioquímica entre 1929 e 1931. Ocupou depois a posição de professor agregado nas cadeiras de Toxicologia e Análises Toxicológicas entre 1934 e 1936, Criptogamia e Fermentações entre 1934 e 1938, Química Biológica entre 1936 e 1937, e Análises Bioquímicas entre 1936 e 1937. Foi professor extraordinário nas cadeiras de Criptogamia e Fermentações entre 1938 e 1970, Farmácia Galénica entre 1940 e 1970, Higiene entre 1968 e 1970, e Microbiologia Aplicada entre 1968 e 1970. Exerceu como professor catedrático nas cadeiras de Farmácia Galénica entre 1970 e 1973, Higiene entre 1970 e 1974, Criptogamia e Fermentações entre 1970 e 1975, e Microbiologia Aplicada entre 1970 e 1975.
Também na Universidade de Coimbra, foi director do Laboratório de Farmácia Galénica em 1940, secretário da Escola de Farmácia de 1941 a 1944 e em 1947, director do Laboratório de Criptogamia e Fermentações em 1944, bibliotecário da Escola de Farmácia e em 1948, director da Escola de Farmácia em 1963, director da Faculdade de Farmácia entre 1970 e 1975, e director do Centro de Estudos Farmacêuticos no Instituto de Alta Cultura da Faculdade de Farmácia.
Também atingiu o posto de professor catedrático na Universidade do Porto em 1970.
Fez viagens de estudo a França, Espanha, Itália, Alemanha e Suíça, de forma a aprofundar os seus conhecimentos sobre medicina.
Foi nomeado para farmacêutico no quadro de Saúde de Moçambique, embora não tenha chegado a exercer esta função porque pediu a sua exoneração em 1933. Também fez parte da comissão de honra de várias jornadas e congressos, e foi membro de várias instituições cientificas, incluindo sócio efectivo do Instituto de Coimbra desde 6 de Dezembro de 1943, vogal da Comissão Permanente da Farmacopeia Portuguesa e do Formulário Galénico Nacional, e sócio da Sociedade Farmacêutica Lusitana, da Sociedade Broteriana, da Academia Nacional de Farmácia do Brasil, da Associação dos Farmacêuticos Brasileiros
Também foi editor da revista Notícias Farmacêuticas entre 1934 e 1941, periódico onde publicou muitas das suas obras. Posteriormente também foi editor do Boletim da Escola de Farmácia.

### Falecimento
José Ramos Bandeira morreu na cidade de Coimbra, em 28 de Outubro de 1991.

## Homenagens
José Ramos Bandeira recebeu uma comenda da Ordem do Mérito da República Italiana em 1972 O seu nome foi colocado numa rua na Freguesia de São Pedro do concelho de Faro.

## Obras publicadas
José Ramos Bandeira deixou uma obra muito vasta, em diversas áreas, especialmente sobre economia e medicina farmacêutica. Além de vários livros, também publicou um grande número de artigos em revistas científicas, e diversas comunicações e conferências.
- Universidade de Coimbra - Edifícios do corpo central e Casa dos Melos (2 volumes) (1943-1947)
- Alguns Comentários à Farmacopia Portuguesa
- A Farmácia e o Império Português
- Universidade, Investigação e Medicamento
- A Colaboração da Indústria nas Publicações de Carácter Científico
- Bosquejo Histórico do Ensino da Farmácia em Portugal
- Ácêrca da inquinação de um produto farmacêutico industrializado (1934)